# Корнфорт, Джон Уоркап
Сэр Джон Уо́ркап Ко́рнфорт (англ. John Warcup 'Kappa' Cornforth; 7 сентября 1917, Сидней — 8 декабря 2013) — австралийский химик-органик, лауреат Нобелевской премии по химии «за исследование стереохимии реакций ферментативного катализа» (1975).

## Биография
Джон Уоркап Корнфорт родился в Сиднее 7 сентября 1917 года. Его отец, Джон Уильям Уоркап Корнфорт родился в Бристоле, преподавал Классику в Оксфорде. В путешествии по Австралии он познакомился и женился на медсестре Хильде Эйпарт. Когда Каппе было около семи лет, семья Корнфорт переехала в небольшой город Армидейл на севере Нового Южного Уэльса. Здесь Корнфорт получил начальное образование и первый год среднего. Спустя пять лет семья опять вернулась в Сидней. Джон поступил в Сиднейскую школу для мальчиков и получил хорошее образование. В 10-летнем возрасте у него появились первые признаки потери слуха от отосклероза и через 10 лет Корнфорт полностью потерял слух.
В 16 лет поступил в Сиднейский Университет. К этому времени Каппа стал почти полностью глухим. Университет окончил в 1937 году, был награжден Университетской медалью и продолжил обучение в магистратуре. Каппа в университете заслужил репутацию отличного стеклодува, и его часто просили сокурсники восстановить свою разбитую посуду. Именно в университетский период своей жизни Джон получил прозвище «Каппа», которое возникло потому, что он помечал этой греческой буквой свою посуду, чтобы сокурсники не могли сдать его посуду за свою. В химическом сообществе никто не говорит о Джоне Корнфорте, он всегда был Каппа Корнфорт.В Австралии в конце 1930-х годов нельзя было выйти за рамки степени магистра, поэтому для получения докторской степени был необходим выезд за границу. Джон за выдающиеся успехи в 1941 получил стипендию для докторантуры в Оксфорде. Такую стипендию присуждали в год только двум учёным. Вторую стипендию выиграла специалистка в области органической химии Рита Харраденс. По пути в Оксфорд разгорелась Вторая мировая война, к этому моменту они достигли Кейптаун. Возникли сомнения продолжать ли путешествие в военную Британию или вернуться в не участвующую в конфликте Австралию. Было решено продолжить маршрут.
По прибытии в Оксфорд они начали работу в Лаборатории Дайсона Перринса, где занимались направленным синтезом стероидов. Рита и Каппа проделали колоссальную работу, вследствие чего получили степень D. Phil. уже через два года. В 1941 году, до официального вручения докторских степеней, поженились.
Вслед за изучением стероидов, они стали заниматься военными исследованиями, в том числе и противомалярийными препаратами. Эта же группа впоследствии начала работать со структурой недавно выделенного антибиотика пенициллина. Было понятно, что с помощью него можно спасать жизни на войне, поэтому была проведена большая работа для улучшения пробоподготовки и установления структуры. Каппа был одним из авторов монографии химии пенициллина (1949).
После войны Каппа и Рита в 1946 году переехали из Оксфорда в Хэмпстед при поддержке Роберта Робинсона. Здесь они стали сотрудниками Национального института медицинских исследований и продолжили синтетическую работу со стероидами.
В 1950 году семья купила дом на Шекспировском шоссе, 22 в Милл-Хилле, который находился в нескольких минутах езды на автобусе от Института. Они проработали там 16 лет. Здесь Каппа плодотворно работал с учеными биологами, особенно с Джоржем Попьяком над биосинтезом холестерина. Каппа был избран членом Королевского общество в 1953 году в возрасте 35 лет.

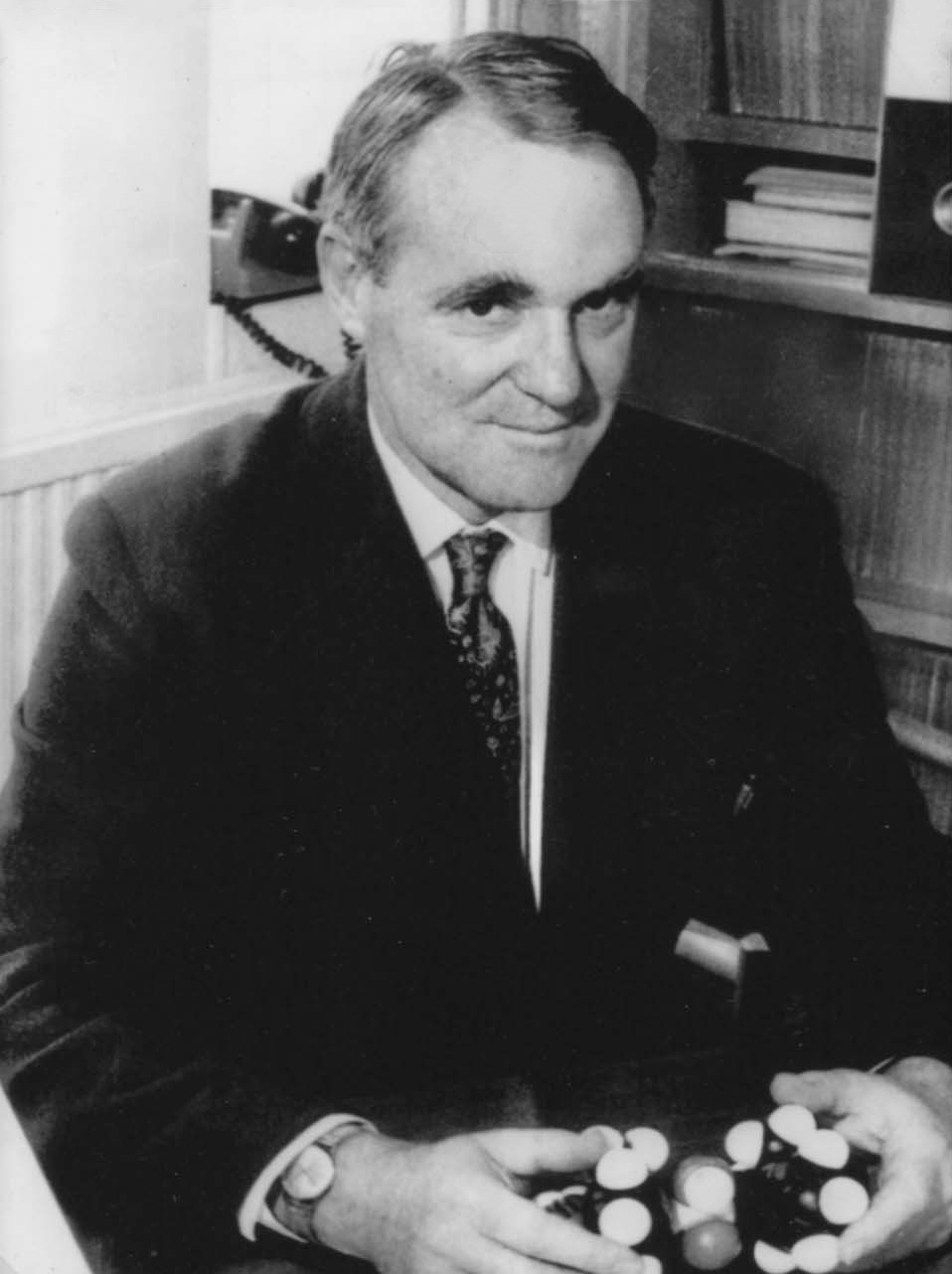
Корнфорт в 1975 году

В 1960 году профессора австралийского Национального Университета в Канберре предложили Каппе работать у них, но он решил остаться в Великобритании, потому что Shell Research Ltd начало финансирование лаборатории химической энзимологии в Ситтингборне. Лорд Виктор Ротшильд сделал большой вклад в создание этой лаборатории; он был поддержан Робертом Робинсоном, который имел связи с Shell. Каппа и Джордж Попьяк перебрались в Милстед в 1962 году, чтобы стать содиректорами лаборатории. Здесь они занимались исследованием стереохимии ферментативных реакций.  Рита также участвовала в работе: выполняла синтезы изотопно-меченых соединений. Эти исследования и привели Каппу к присуждению ему Нобелевской премии в 1975 году. Корнфорты покинули Милстед в том же году и начали работать в Университете Сассекса, здесь Каппа узнал о присуждении ему Нобелевской премии.
В 1975 году Рита приняла решение о выходе на пенсию, был куплен дом в Льюисе на склоне холма с прекрасным видом на Сассекс и пивоварней внизу. Каппа практически каждый день ездил в Университет: синтезировал вещества необходимые другим сотрудникам для работы и читал лекции студентам вплоть до 80 лет. Он поставил свою подпись под «Предупреждением человечеству» (1992).
Работу в Сассексе он прекратил в 2005 году, Рита была уже не в состоянии ему помогать. Джон Уоркап Корнфорт умер от обширного инсульта утром 8 декабря 2013 года.

## Основные работы
Основные труды посвящены изучению механизма биосинтеза стероидов (например, холестерина) и терпеноидов методом «меченых предшественников».

## Научные исследования

### Ранняя работа
Корнфорт начал научные исследования в Университете Сиднея. Опубликовал здесь три исследования по химии гетероциклических соединений, одно из них вместе с Ритой Харраденс. Во время учёбы в магистратуре опубликовал еще пять исследований по химии живых систем, два из которых были опубликованы Каппой как единственным автором.

### Оксфорд и пенициллин
В 1942 году, получив докторскую степень в Оксфорде, Каппа совместно с Робертом Робинсоном начали исследования структуры пенициллина.  Корнфорт внес ряд важных вкладов, включая идентификацию и синтез пеницилламина, ключевого продукта распада пенициллина. Эта работа сподвигла Корнфорта на дальнейшую работу в отношении оксазолонов, включая тип химической перегруппировки, который теперь носит его имя. Итоги исследований были опубликованы в отчёте «Химия пенициллина», вышедшем в 1949 году.

### Национальный институт медицинских исследований
После проведения ряда работ по химии гетероциклических соединений, было обнаружено, что неионогенное поверхностно-активное вещество Тритон А-20 подавляет туберкулёз у мышей. Это открытие привело к целой серии публикаций с 1951 по 1973 год по изучению аналогичных структур как противотуберкулёзных препаратов.

### Биосинтез холестерола и сквалена

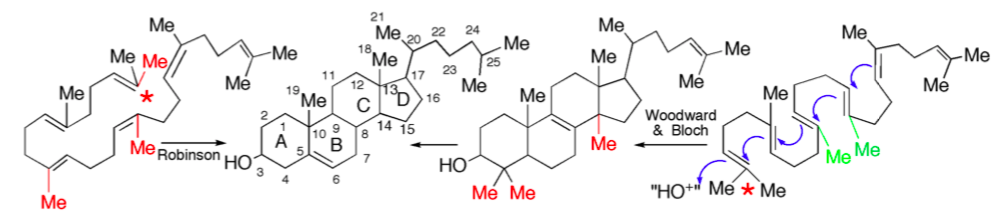
Синтез холестерола

Каппа вскоре стал снова интересоваться химией стероидов. Ранее было доказано, что синтез холестерола начинается с ацетил-КоА. Далее Корнфорт совместно с Попьяком провели синтез, в котором ацетил-КоА восстанавливается до мевалоновой кислоты и через несколько последующих стадий уже происходит образование сквалена. Далее после процессов циклизации образуется ланостерин из которого образуется холестерол, путём отщепления трёх метильных групп. Структура всех соединений была подтверждена методом «меченых предшественников», реагенты с мечеными атомами были приготовлены Ритой. Далее Попьяк и Корнфорт начали исследования стереохимии реакции. Было выяснено, что все фермент-субстратные взаимодействия являются стереоспецифическими.

## Почести и награды
- 1953 — Член Лондонского королевского общества[17]
- 1953 — Медаль Кордэй-Моргана (Химическое общество)
- 1965 — Медаль Ciba-Laboratory (Биохимическое общество)
- 1966 — Медаль Флинтоффа (Химическое общество)
- 1967 — Почетный член Американского общества биохимиков
- 1967 — Премия Стоаффера
- 1968 — Медаль Дэви (Лондонское королевское общество)
- 1968 — Лекторская премия Педлера (Химическое общество)
- 1969 — Премия Эрнеста Гюнтера (Американское химическое общество)
- 1970 — Лекторская премия Эндрю (Университет Нового Южного Уэльса)
- 1970 — Лекторская премия Макса Тишлера (Гарвардский университет)
- 1971 — Лекторская премия Роберта Робинсона (Химическое общество)
- 1972 — Кавалер ордена Британской империи
- 1972 — Премия Русселя
- 1973 — Иностранный почетный член Американской академии искусств и наук
- 1973 — Лекторская премия Pacific Coast
- 1975 — Нобелевская премия по химии за исследование стереохимии реакций ферментативного катализа
- 1975 — Австралиец года
- 1975 — Профессор Королевского общества исследований Сассекского Университета
- 1975 — Почётный доктор наук (Швейцарская высшая техническая школа Цюриха)
- 1976 — Королевская медаль (Лондонское королевское общество)
- 1976 — Почётный член Колледжа Святой Екатерины (Оксфорд)
- 1976 — Почётный член Королевского австралийского химического института
- 1976 — Почётный доктор наук Оксфордского Университета
- 1976 — Почётный доктор наук Ливерпульского Университета
- 1976 — Почётный доктор наук Университета Уорвик
- 1976 — Почётный доктор наук Тринити-Колледжа в Дублине
- 1977 — Рыцарь-бакалавр
- 1978 — Член-корреспондент Академии наук Австралии
- 1978 — Почётный член Королевского общества Нового Южного Уэльса
- 1978 — Лекторская премия Сандина (Университет Альберты)
- 1978 — Почетный доктор наук Университета Абердина
- 1978 — Почётный доктор наук Университета Халла
- 1978 — Почётный доктор наук Университета Сассекса
- 1978 — Почётный доктор наук Сиднейского Университета
- 1978 — Иностранный член Национальной академии наук США[18]
- 1978 — Иностранный член Королевской академии наук (Нидерланды)
- 1982 — Медаль Копли (Лондонское королевское общество)
- 1983 — Доверительный управляющий, Фонд Ciba
- 1986 — Почётный профессор Пекинского медицинского университета
- 1991 — Компаньон ордена Австралии
- 2001 — Медаль Столетия правительства Австралии

## Семья
Во время учёбы в Оксфорде Рита сломала дефицитную колбу Кляйзена. Ее друзья знали о репутации Каппы как стеклодува и посоветовали ей обратиться к нему. К тому времени он смог получить паяльную лампу и с удовольствием сделал ремонт. После этого у них начались отношения. В 1941 году, до официального вручения докторских степеней, поженились.
Первый ребенок Риты и Каппы, Бренда, родилась в 1943 году во время пенициллинового периода, семья расширился еще с рождением Джона (1946) и Филиппы (1948). Когда Бренда была маленькой, семья получила сильную поддержку от Дороти Ходжкин, они остались близкими друзьями на всю жизнь.
Рита, безусловно, оказывала огромную поддержку Каппе. Она организовала всё для него и для семьи: ухаживала за домом, отвечала за техническое обслуживание дома и ремонт, ходила за покупками, занималась приготовлением пищи, следила за тремя детьми и занималась научной деятельностью. Рита водила автомобиль в заграничных командировках, занималась покупкой авиабилетов и бронированием отелей. Если бы не эта замечательная женщина, то Каппа не смог бы добиться таких больших успехов, часть Нобелевской премии по праву принадлежит ей.
Семейная жизнь Корнфортов была неизбежно связана с глухотой Каппы. Во всем этом Рита оказывала ему большую и терпеливую поддержку, передавала ему содержания разговоров, особенно при разговоре группы людей. Она поддерживала постоянный зрительный контакт с Каппой, который давал ему уверенность в том, что он не изолирован и не одинок.
У него были теплые отношения с детьми, когда они были маленькими. Они наслаждались рассказами, которые он сам себе рассказывал, учил их играть в Scrabble и в теннис. Также часто показывал детям созвездия на звёздном небе. Из более активных занятий было плавание на берегу моря и в горных бассейнах. Каппа был отличным отцом и товарищем для своих детей, давал нужный совет и поддерживал в трудных ситуациях. У него был прекрасный голос и пел песни детям и внукам, хотя не слышал этих песен с детства.

Когда Рита стала слаба, Каппа заботился о ней с большим трепетом и нежностью. Он научился готовить, используя рецепты, написанные Ритой. Она скажет: «Химики делают хороших поваров»; он стал готовить не только из-за необходимости, ему понравилось этим заниматься. Даже в таком состоянии Рита продолжала помогать Каппе, чтобы передать разговор, когда их навещали друзья. Смерть Риты в ноябре 2012 года была огромным ударом для Каппы, и чувство одиночества, которое он чувствовал на протяжении всей своей жизни из-за глухоты, еще больше усилилось. Но к счастью, у него была большая поддержка со стороны его любящей семьи, которая помогала ему в последние годы.

## Личные качества
Каппа в университете заслужил репутацию отличного стеклодува, и его часто просили сокурсники восстановить свою разбитую посуду. Именно в университетский период своей жизни Джон получил прозвище «Каппа», которое возникло потому, что он помечал этой греческой буквой свою посуду, чтобы сокурсники не могли сдать его посуду за свою. В химическом сообществе никто не говорит о Джоне Корнфорте, он всегда была Каппа Корнфорт.
Каппа очень любил рассказывать шутки и истории за ужином, после которых очень заразительно смеялся. Он был душой компании, интересным человеком с огромным кругозором. Каппа всегда любил докопаться до самой сути обсуждаемого вопроса и дома, и в университете.
Все уважали Каппу за то, что он мог сделать уместный комментарий и задать хороший вопрос даже по теме, которая очень далека от его научных интересов. Он любил энергичные дискуссии с хорошим юмором, и состязаться с Каппой в остроте ума было очень непросто.
Каппа и Рита сохраняли связь с Австралией на протяжении всей жизни; они оставались гражданами Австралии и держали как британские, так и австралийские паспорта.

## Увлечения, хобби
У Каппы было огромное количество интересов. С ранних лет он занимался шахматами. В 1933 году он выиграл Чемпионат Южного Уэльса в категории «до 16 лет», а в 1937 году он уже играл на чемпионате Австралии в Перте. Там он установил австралийский рекорд в «слепых» шахматах на 12 досках – 8 побед и 2 ничьи. Рекорд был побит только в 1970-х годах. В Англии он играл за Хэмпстед, Мидлсекс, Ситтингборн, Брайтон и Сассекс. Роберт Робинсон также любил шахматы, и они с Каппой играли в «шахматы по переписке», что доставляло им большую радость.
Также он обожал теннис, играл даже в возрасте 80 лет. Другим увлечением были велосипедные прогулки. Рита и Каппа ездили не только в окрестностях Оксфорда, но и на достаточно длинные расстояния, например, в Шотландию.
Его интерес к походам, начавшейся еще в детстве, разделяла и Рита.  Он ходил на длинные дистанции на протяжении всей жизни вплоть до глубокой старости. Часто ходил по крутой тропе за домом в Сассексе и возвращался с полной корзиной грибов. Он любил природу, особенно деревья и дикие цветы. Рита и Каппа также занимались садоводством: выращивали фруктовые деревья и содержали небольшой овощной огород. Каждый год из Севильских апельсинов и айвы они делали мармелад по собственному рецепту, который есть в коллекции Королевского Общества.
Он очень любил поэзию. Благодаря феноменальной памяти он мог читать длинные стихи, которые читал много лет назад. Его любимым автором был Уильям Йейтс, в частности его произведение «Остров на озере Иннисфри». Также Каппа был заядлым читателем детективов и фантастики. Он всегда читал газету за столом утром и вечером. Поначалу читал News Chronicle, но когда издание прекратилось, стал читать The Guardian. Также регулярно читал New Statesman и New Scientist.
Также он занимался письменной работой: написание писем, переводом немецких стихов на английский. У Каппы была потрясающая способность на ходу придумывать лимерики – мог придумать в любом месте и на любую тему. Конечно, любимой была химическая тема:
A mosquito was heard to complain

That a chemist had poisoned her brain

The cause of her sorrow

Was para-dichloro-

Diphenyltrichloroethane.
Дословный перевод:
Стало слышно как комар начал жаловаться,

Что химик отравил его мозг

Причина его печали

Был пара-дихлор-

Дифенилтрихлорэтан

## Сочинения
- Биосинтез терпеноидов, «Успехи химии», 1969, т. 38, в. 5.